# Yegor Gaidar
Yegor Timurovitch Gaidar (em russo: Его́р Тиму́рович Гайда́р) (Moscou, 19 de março de 1956 - Moscou, 16 de dezembro de 2009) foi um economista e político neoliberal soviético e russo. Foi primeiro-ministro da Rússia de 15 de junho de 1992 a 14 de dezembro de 1992. Jeffrey Sachs, diretor do Earth Institute da Universidade de Columbia, que aconselhou o governo russo no início da década de 1990, chamou Gaidar de "o líder intelectual de muitas das reformas políticas e económicas da Rússia" e "um dos poucos atores centrais" do período.